# Fiat Grande Panda
Fiat Grande Panda är en personbil som den italienska biltillverkaren Fiat presenterade i juni 2024. 
Fiat Grande Panda erbjuds både med eldrift och som hybridbil. Den kommer att tillverkas parallellt med Panda generation 3 som fortsätter att säljas ytterligare några år.